# Günter Sawitzki
Günter Sawitzki (Herne, 1932. november 22. – 2020. december 14.) nyugatnémet válogatott német labdarúgó, kapus.

## Pályafutása

### Klubcsapatban
A Rasensport 1927 Holthausen csapatában kezdte a labdarúgást. 1952 és 1956 között az SV Sodingen együttesében védett az Oberliga West bajnokságban. 1956-ban igazolt az VfB Stuttgarthoz, ahol tagja volt az 1958-as nyugatnémet kupa-győztes együttesnek. 1963-ig az Oberliga Süd bajnokságban szerepelt, majd utána az akkor induló Bundesliga küzdelmeiben vett részt a csapattal. 1968 és 1971 között a stuttgarti csapat amatőr együttesében szerepelt és innen vonult vissza az aktív labdarúgástól.

### A válogatottban
1956 és 1963 között 10 alkalommal szerepelt a nyugatnémet válogatottban. Részt vett az 1958-as svédországi világbajnokságon és az 1962-es chilei világbajnokságon.

## Sikerei, díjai
NSZK
- Világbajnokság
  - 4.: 1958, Svédország

 VfB Stuttgart
- Nyugatnémet kupa (DFB-Pokal)
  - győztes: 1958